# Шуринок Андрій Романович
Андрій Романович Шуринок (25 жовтня (7 листопада) 1894, Стрижівка — 13 січня 1969, Київ) — український радянський хірург, доктор медичних наук (з 1954 року), професор (з 1958 року).

## Біографія
Народився 25 жовтня (7 листопада) 1894 року в селі Стрижівці (нині Коростишівського району Житомирської області) в багатодітній селянській родині. Закінчив вчительську семінарію в Коростишеві і став вчителем у рідному селі, а потім у Коростишеві і Брусилові. У 1916 році був призваний в армію, служив піхотинцем. У 1918 році поступив на біологічний факультет Університету Святого Володимира в Києві, а в 1920 році перевівся в сформований Київський медичний інститут, який закінчив у 1925 році.
Працював в лікарні для залізничників, потім перейшов у клінічну ординатуру при кафедрі факультетської хірургії. Після підготовки на двох кафедрах хірургії — спеціальної та факультетської, і численних нічних чергувань був направлений завідувачем хірургічного відділення і одночасно головним лікарем в селі Рокитному Київської області. У 1932 році його обирають асистентом кафедри факультетської хірургії Київського медичного інституту, потім доцентом. В 1936 році захистив кандидатську дисертацію на тему: «Про положення й прикріплення ілеоцекального відділу кишечника людини у світлі вчення про його розвиток».
В 1939 році був призваний в Червону армію, як військовий хірург. Брав участь у висуванні радянських військ у Західну Україну і в радянсько-фінському військовому конфлікті. В період німецько-радянської війни був провідним хірургом низки великих евакогоспіталів.
У 1946 році демобілізований в званні майора медичної служби, і в цьому ж році його відновили у статусі доцента кафедри факультетської хірургії Київського медичного інституту. З 1947 року — доцент кафедри дитячої хірургії. У 1953 році був призначений виконуючим обов'язки завідувача кафедри дитячої хірургії Київського медичного інституту. У 1955 році захистив докторську дисертацію на тему «Методика дослідження больових ознак у дітей з хронічним апендицитом і її анатомо-фізіологічні основи». У 1958 році вченого затвердили у званні професора.
В 1968 році Андрій Шуринок передав керівництво кафедрою Миколі Ситковському, але залишався професором-консультантом кафедри. Помер в Києві 13 січня 1969 року. Похований на Байковому кладовищі.

## Наукова і педагогічна діяльність
Праці присвячені проблемам апендициту, перитоніту, інвагінації (непрохідності кишок у дітей), питанням пілоростенозу, стафілококовій інфекції тощо.
Під його керівництвом захистили докторські дисертації — М. Б. Ситковський і О. В. Дольницький і 12 кандидатів медичних наук.

## Відзнаки
Заслужений діяч науки УРСР (з 1967 року). Нагороджений орденом Трудового Червоного Прапора, іншими орденами, медалями.

## Вшанування пам'яті

меморіальна дошка

15 січня 1970 року в Києві, на одному з корпусів «Охматдиту» по вулиці Косіора, 28/1, в якому з 1957 по 1969 рік працював вчений, відкрито меморіальну дошку (граніт, бронза; барельєф; скульптор Г. М. Молдаван).